# Россия и ОБСЕ
Как государство-продолжатель СССР, Россия является одним из инициаторов «хельсинкского процесса», разработчиков Заключительного акта 1975 года и основателей СБСЕ/ОБСЕ. Русский язык является одним из официальных языков организации.

## Приоритетные направления деятельности
Согласно Концепции внешней политики Российской Федерации, утверждённой в 2016 году, Россия заинтересована в укреплении роли и авторитета ОБСЕ, повышении востребованности этой организации в международных и европейских делах.
Приоритетные направления деятельности России в ОБСЕ:
- соблюдение принципа неделимости безопасности, соблюдение всеми государствами-участниками обязательства не укреплять свою безопасность за счет других;
- борьба с транснациональными угрозами, включая терроризм, незаконный оборот наркотиков, организованную преступность, укрепление безопасности в сфере использования информационно-коммуникационных технологий;
- сопряжение интеграционных процессов, использование ОБСЕ для налаживания диалога между различными интеграционными объединениями;
- защита языковых, образовательных и религиозных прав соотечественников, защита традиционных ценностей и прав детей, противодействие неонацизму и агрессивному национализму, попыткам фальсификации истории, дискриминации христиан и мусульман;
- реформа ОБСЕ в целях исправления географического и функционального дисбалансов в её работе, упорядочение системы наблюдения за выборами, установление порядка и прозрачности в финансовой, кадровой и проектной деятельности[2].

В деятельности Суда примирения и арбитража в рамках ОБСЕ (Conciliation and Arbitration within the OSCE) Россия не участвует.

## Парламентская ассамблея ОБСЕ
В Парламентской ассамблее ОБСЕ Россия представлена пятнадцатью из 323 делегатов (5 членов Совета Федерации и 10 депутатов Госдумы).
Представитель России С. А. Дзахаев занимает пост заместителя Генсекретаря Ассамблеи. Глава российской делегации — заместитель председателя Госдумы П. О. Толстой.
В июле 2004 года по инициативе России Парламентской ассамблеей была принята резолюция о национальных меньшинствах, содержащая рекомендации в адрес Латвии и Эстонии.
В 2009 г. резолюция Парламентской ассамблеи ОБСЕ «О воссоединении разделённой Европы» была охарактеризована главой российской делегации как надругательство над историей.
В 2012 году Парламентская ассамблея ОБСЕ приняла резолюцию «Законность в России: дело Сергея Магницкого».
В 2014—2019 годах Парламентская ассамблея ежегодно принимала резолюции, критикующие действия РФ в отношениях с Украиной.
По российской инициативе Парламентская ассамблея приняла следующие резолюции: об установке видеокамер на гражданских воздушных судах и доступе парламентариев на мероприятия ОБСЕ (2016), о борьбе с терроризмом и противодействии христиано- и исламофобии (2017).
В 2018 году ежегодная сессия ПА ОБСЕ проходила в Берлине с 7 по 11 июля. Парламентская ассамблея включила в итоговую декларацию три резолюции, которые российская делегация сочла «откровенно враждебными»: о нарушении прав человека в России и, в частности, в Крыму и о десятилетии войны в Грузии. Эти резолюции призывают российские власти отказаться от признания независимости Абхазии и Южной Осетии, «прекратить искоренение образования на украинском языке» в Крыму и отменить ряд законов, в частности о «нежелательных организациях» и иностранных агентах. В то же время ассамблея поддержала российскую резолюцию «О взаимосвязанности и сопряжении интеграционных процессов в регионе ОБСЕ».

## Участие России в переговорных и посреднических форматах
Россия в рамках ОБСЕ и в сотрудничестве с этой организацией участвует в ряде посреднических форматов по урегулированию региональных конфликтов:
- совместно с США и Францией Россия сопредседательствует в Минской группе ОБСЕ по урегулированию конфликта в Нагорном Карабахе[16];
- в формате «5+2» по приднестровскому урегулированию Россия выступает гарантом и посредником мирного процесса;
- совместно с ОБСЕ российские представители содействуют прямому диалогу между Киевом и Донбассом в Контактной группе по урегулированию конфликта на востоке Украины. С июля 2014 года на территории России работает Группа наблюдателей ОБСЕ на погранпереходах «Донецк» и «Гуково» на российско-украинской границе;
- Россия участвует в Женевских дискуссиях по безопасности и стабильности в Закавказье, содействуя совместно с ОБСЕ диалогу между Грузией, Абхазией и Южной Осетией[2].

## Конфликтные ситуации
Общеполитические декларации по итогам заседаний Совета министров иностранных дел ОБСЕ, которые проходят в конце каждого года, после 2002 года не удалось принять ни разу.
В июле 2004 года в Москве было принято совместное заявление стран СНГ, обвиняющее организацию в «практике двойных стандартов» и «нежелании учитывать реалии и особенности отдельных государств». 
В 2005 г. Парламентская ассамблея приняла резолюцию по Абхазии с критикой в адрес России, а С. Лавров раскритиковал деятельность ОБСЕ по мониторингу выборов. 
В 2006 году на заседании Совета министров иностранных дел ОБСЕ российский министр Лавров заявил о возможности выхода РФ из организации, в 2007 году заместитель министра А. Грушко сообщил о сокращении взносов России в бюджет организации.
Бюро по демократическим институтам и правам человека ОБСЕ (БДИПЧ) наблюдало за проведением ряда выборов в России. На выборах Госдумы в 2007 г. и президента в 2008 г. наблюдатели БДИПЧ отсутствовали. В конце 2007 года Россия инициировала проект реформы БДИПЧ, а после его отклонения предложила сократить бюджет Бюро. Спорами сопровождалось наблюдение ОБСЕ за думскими выборами 2011 г.
На саммите ОБСЕ 2011 года Россия и группа других стран не допустили принятия «Декларации о фундаментальных свободах в цифровой век» (о свободе интернета).
В июне 2018 года Бюро по демократическим институтам и правам человека ОБСЕ и Парламентская ассамблея ОБСЕ опубликовали итоговый доклад о результатах наблюдения за выборами президента РФ (прошли 18 марта 2018 года). Наблюдатели вновь подвергли критике отсутствие реальной конкуренции на выборах. В МИД РФ доклад назвали «очередным свидетельством политической ангажированности» БДИПЧ.
В ноябре 2018 года на заседании Постоянного совета ОБСЕ Исландия выступила с заявлением от лица делегаций 16 стран ОБСЕ, «обеспокоенных нарушениями и ущемлениями прав в Чечне». Ещё 30 августа они направили российским властям письмо, в котором просили предоставить необходимую информацию по этим случаям, но не получили ответов по существу. Ссылаясь на Московский документ Конференции по человеческому измерению ОБСЕ, инициировавшие запрос делегации настаивают на создании миссии экспертов, которая должна будет установить факты нарушений и предоставить консультации Москве и мировому сообществу относительно возможного решения проблем. В МИД РФ заявили, что «эти действия продиктованы стремлением усилить развязанную антироссийскую кампанию перед заседанием в Милане».
Власти РФ обвиняют ОБСЕ в том, что организация использует двойные стандарты в сфере прав человека, а также недостаточно внимания уделяет проблемам со свободой СМИ на Украине, действиям украинских властей, «продолжающих линию на срыв выполнения Минских договорённостей» по урегулированию ситуации в Донбассе, а также поощряющих на законодательном уровне массовое нарушение языковых, образовательных, религиозных прав и свобод.
В декабре 2018 года на заседании Совета министров иностранных дел ОБСЕ в Милане Россия подверглась критике за инцидент в Керченском проливе и «нарушения прав человека в Чеченской Республике». В частности, Федерика Могерини назвала инцидент в Керченском проливе «последствием нелегальной аннексии Крыма Россией» и призвала российские власти освободить задержанные украинские суда и моряков, а также обеспечить «свободный проход через Керченский пролив в соответствии с международным правом». Участники заседании отвергли все проекты резолюций, подготовленные российскими дипломатами, — о борьбе с терроризмом, повышении роли ОБСЕ в решении проблем наркотрафика, защите языковых и образовательных прав национальных меньшинств, а также о «необходимости подтвердить прежние договорённости об обеспечении свободного доступа к информации медийных структур и общественности».
В 2021 году Россию обвинили в срыве ежегодного совещания ОБСЕ по обзору выполнения обязательств в области человеческого измерения. Российские официальные лица со своей стороны обвинили Запад в политизации конференции и нежелании обсуждать неудобные для ряда европейских стран темы, прежде всего распространение неонацизма.
3 июля 2024 года Государственная Дума и Совет Федерации РФ приняли заявление о приостановке участия делегации Российской Федерации в ПА ОБСЕ, а вместе с тем и прекращении выплат взносов, что приведет, по мнению вице-спикера нижней палаты парламента РФ Петра Толстого, к потере 6% поступлений.  
В документе говорится о деградации ПА ОБСЕ в качестве механизма взаимодействия, а также о дискриминационных подходах, двойных стандартах и тотальной русофобии в организации. До этого Россия не принимала участия в четырех сессиях ПА ОБСЕ.

### Вопрос о российском военном присутствии в Приднестровье
В 1999 году на Стамбульском саммите ОБСЕ была принята декларация, в которой приветствовалось обязательство России к концу 2002 года вывести войска из Молдовы (Приднестровья), где они находятся в составе Совместных миротворческих сил, и Грузии. В 2002 году в Порто политическая декларация ОБСЕ была подписана лишь после того, как был принят компромиссный вариант текста итогового документа, в котором фразу «Россия берёт на себя обязательства вывести <войска из Молдавии и Грузии>» заменили на «Россия намеревается».
В 2003 году в Маастрихте госсекретарь США Колин Пауэлл потребовал занесения в декларацию упоминания о том, что Россия должна выполнить стамбульские соглашения 1999 года. Россия в ответ заблокировала документ.
В 2004 году сессия в Софии проходила в разгар «оранжевой революции», закончилась словесной перепалкой между Колином Пауэллом и главой МИД РФ Сергеем Лавровым, и итоговый документ не был подписан.
В декабре 2005 года заседание Совета министров иностранных дел ОБСЕ в Любляне также завершилось провалом: участники не смогли принять итоговую декларацию в результате конфликта между Россией и остальными членами ОБСЕ (за исключением Белоруссии), требующими от Москвы вывода войск из Приднестровья и осуждающими её за проект закона о некоммерческих организациях.